# 제20회 부산독립영화제
제20회 부산독립영화제는 2018년 11월 22일에 열린 시상식이다.

## 수상 및 후보

### 대상
- 기프실 - 문창현 수상

### 심사위원 특별상
- 녹 - 신나리 수상
- 철원에서 - 김혜정 수상

### 연기상
- 여름내 - 이한주 수상
- 희한한 시대 - 이현지 수상

### 기술창의상
- 여름내 - 노재봉 수상

### 내 마음의 영화상
- 관객, 직원, 시네마테크 - 이신희 수상

### 특별언급
- 이동 - 손태훈 수상

### 씨네보배 선정작
- 여름내 - 김준희 수상
- 하진 - 이가영 수상
- 손님 - 김민근 수상
- 경수와 파란요정 - 김선국 수상

### 메이드 인 부산
- 하진 - 이가영
- 면도 - 정지혜
- 경수와 파란요정 - 김선국
- 여름내 - 김준희
- 철원에서 - 김혜정
- 훔친 사탕 - 김시현
- 관객, 직원, 시네마테크 - 이신희
- 한편으로 - 손예영
- 손님 - 김민근
- 만끽연가 - 박홍준
- 녹 - 신나리
- 희한한 시대 - 이은비
- 바다로 가자 - 김량
- 이동 - 손태훈
- 아빠는 예쁘다 - 박수민 외 1명
- 기프실 - 문창현
- 영하의 바람 - 김유리

### 딥포커스
- 상계동 올림픽 - 김동원
- 행당동 사람들 - 김동원
- 또 하나의 세상, 행당동 사람들 2 - 김동원
- 명성, 그 6일의 기록 - 김동원
- 철권 가족 - 김동원
- 송환 - 김동원
- 종로, 겨울 - 김동원
- 끝나지 않은 전쟁 - 김동원
- 내 친구 정일우 - 김동원

### 부산독립장편영화
- 라스트 씬 - 박배일
- 리틀보이 12725 - 김지곤
- 낯선 자들의 땅 - 오원재

### 지역독립영화
- 컨테이너 - 김세인
- 섬 - 이동석
- 목욕탕 가는 길 - 이상혁
- 장롱면허 - 박근범

### 20주년 특별전
- 해변의 캐리어 - 김수정
- 대회전 - 김진태
- 상 - 오민욱
- 오두막 - 이상환
- 오후 3시 - 김지곤
- 낯선 꿈들 - 김지곤
- 나와 나의 거리 - 문창현
- 미싱 - 손승웅
- 신탄진 - 최정문
- 시험 후 - 김나영
- 상실의 기억 - 김유리
- 계절 - 배종대
- 나는 집으로 간다 - 김수지
- 부자 - 윤지수